# 후지시마 히카루
후지시마 히카루(일본어: 藤嶋 洸, 1989년 4월 5일 ~ )는 일본의 전 축구 선수이다.

## 구단 경력
그루자 모리오카, 반라우레 하치노헤에서 활동하였다.